# Bickleigh Castle
Bickleigh Castle er en befæstet herregård, der ligger ud til floden Exe i Bickleigh i Devon, England. Den var tidligere betragteligt større, men består i dag af en gruppe bygninger fra forskellige perioder, sammen med vandborg.
Hovedbygningen blev ødelagt under den engelske borgerkrig, men andre bygninger, hvoraf de fleste ligger omkring en borggård, er bevaret. Bickleigh Castle er ofte åben for offentligheden, men ikke på fast basis. Mellem 1970 og 1990 besøgte omkring 20.000 personer stedet hvert år.
Det er en listed building af første grad.